# Stadsschuur Middelburg
De Stadsschuur is een gebouw en rijksmonument aan de Stadsschuur 2 in Middelburg in de provincie Zeeland. 

## Geschiedenis
De stadsschuur werd hoogstwaarschijnlijk gebouwd in 1585 in Hollandse renaissancestijl. De stadsschuur diende "tot bewaaring van Stads Bouwstoffen en Gereedschappen". De stadsschuur werd door de Gemeentewerken tot einde 1998 gebruikt als opslag- en werkplaats. Daarna werd het pand grondig gerestaureerd en in 2003 vestigde zich hier een architectenbureau dat het pand tien jaar huurde. Daarna werd het gebruikt als atelier voor een kunstenares.
Op het gebouw bevinden zich een zonnewijzer uit de 17e eeuw en een hardsteen uit de 18e eeuw waar de vloedhoogten in Middelburg zijn aangegeven.
Aan het gebouw, achter de gracht bevindt zich de voormalige getijdenmolen uit 1551 en een spuisluis.

## Fotogalerij

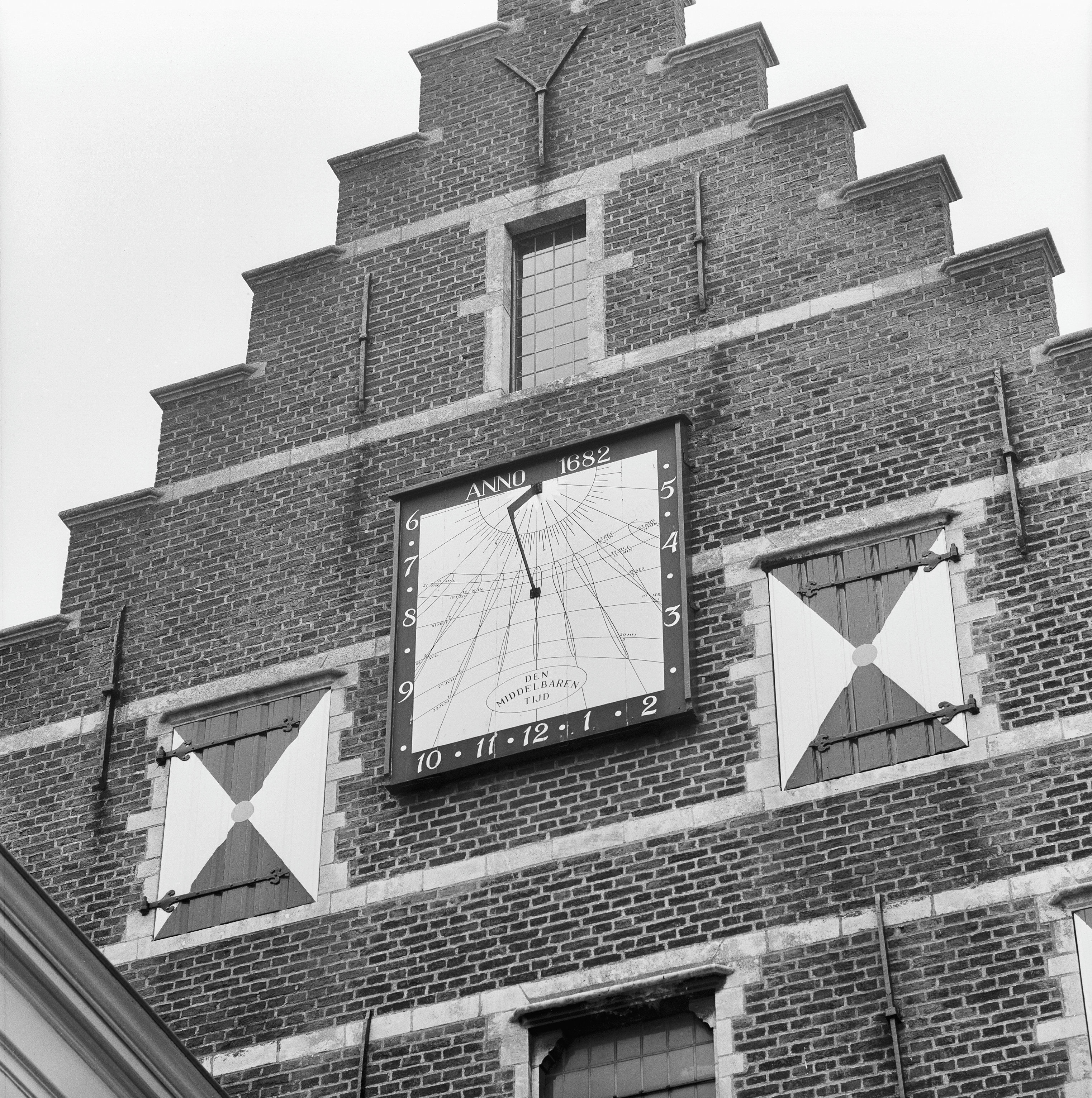
De zonnewijzer
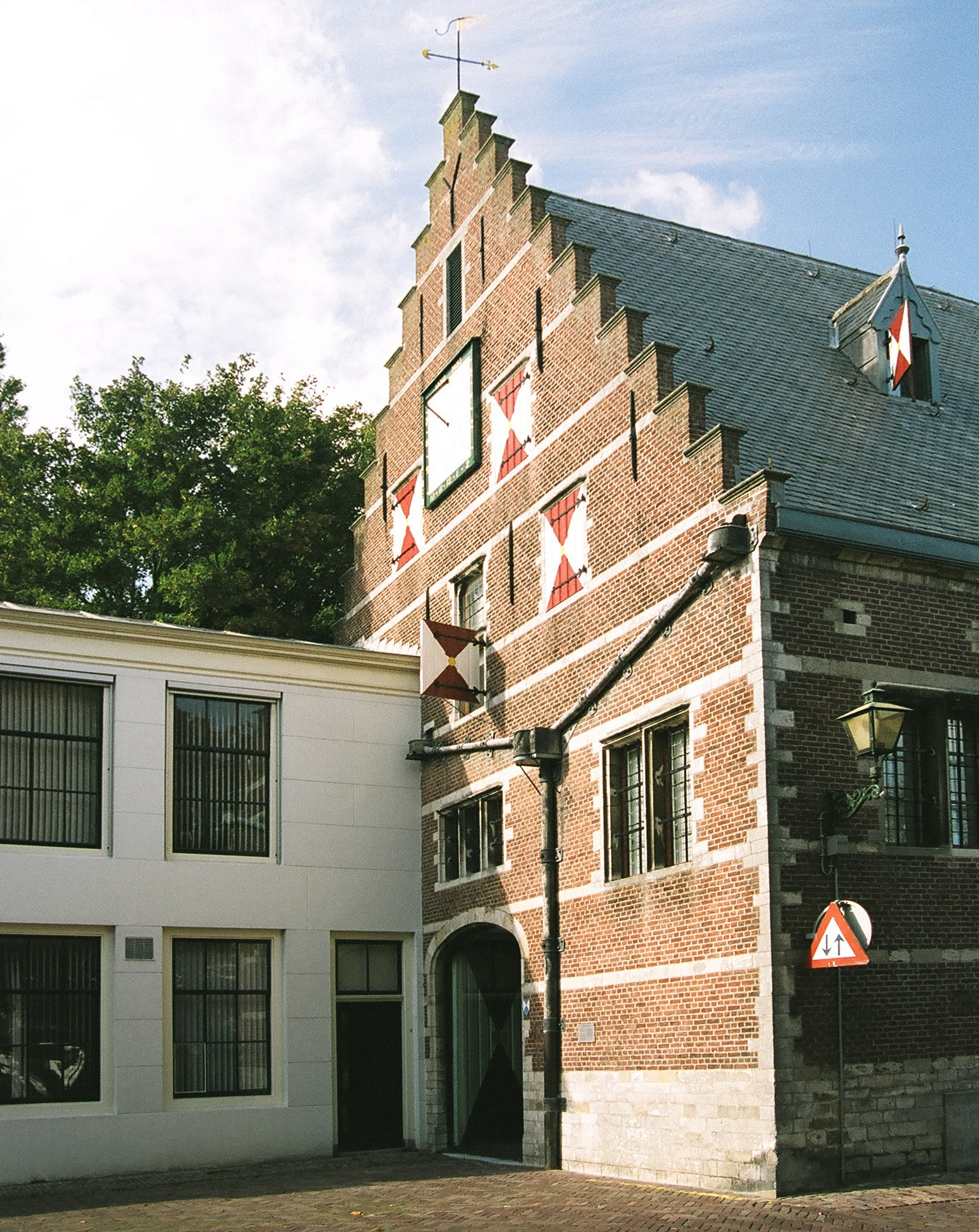
Zicht op de zijgevel